# Burger Lambrechts
Burger Lambrecht (né le 3 avril 1973 à Phalaborwa) est un athlète sud-africain, spécialiste du lancer du poids.

## Biographie
Il remporte trois titres lors des Championnats d'Afrique (1998, 2010 et 2012) et deux aux Jeux africains (1999 et 2003) et s'impose par ailleurs lors des Jeux du Commonwealth de 1998. Il participe à deux finales de Championnats du monde d'athlétisme, se classant 10e en 1997 et 9e en 1999.

### Palmarès
| Date | Compétition                | Lieu         | Résultat | Performance |
| ---- | -------------------------- | ------------ | -------- | ----------- |
| 1997 | Championnats du monde      | Athènes      | 10e      | 19,39 m     |
| 1998 | Championnats d'Afrique     | Dakar        | 1er      | 19,78 m     |
| 1998 | Coupe du monde des nations | Johannesburg | 4e       | 20,29 m     |
| 1998 | Jeux du Commonwealth       | Kuala Lumpur | 1er      | 20,01 m     |
| 1999 | Championnats du monde      | Séville      | 9e       | 19,29 m     |
| 1999 | Jeux africains             | Johannesburg | 1er      | 19,50 m     |
| 2003 | Jeux africains             | Abuja        | 1er      | 18,87 m     |
| 2003 | Jeux afro-asiatiques       | Hyderabad    | 2e       | 18,97 m     |
| 2004 | Championnats d'Afrique     | Brazzaville  | 2e       | 18,78 m     |
| 2010 | Championnats d'Afrique     | Nairobi      | 1er      | 18,63 m     |
| 2010 | Coupe continentale         | Split        | 5e       | 18,81 m     |
| 2012 | Championnats d'Afrique     | Porto-Novo   | 1er      | 19,51 m     |

### Records
| Épreuve         | Épreuve      | Performance | Lieu      | Date             |
| --------------- | ------------ | ----------- | --------- | ---------------- |
| Lancer du poids | En plein air | 20,63 m     | Pretoria  | 10 juillet 2004  |
| Lancer du poids | En salle     | 19,26 m     | Kalamazoo | 16 novembre 1995 |